# Lepidura abbreviata
Lepidura abbreviata là một loài tò vò trong họ Ichneumonidae.